# فقدان ذاكرة (رواية)
فقدان ذاكرة (بالإنجليزية: Amnesia)‏ هي رواية للكاتب الأسترالي بيتر كاري، نشرت عام 2014، عن دار نشرهاميش هاميلتون.

## القصة
تدور الرواية حول قصة صحفي اسمه فيليكس مور، يكتب تحقيقاً عن غابي بايو، وهي مخترق حاسوب أسترالي شاب. بايو كتب فيروساً هدف منه إلى فتح أبواب الزنازين في السجون في أستراليا، لكن وجد طريقه إلى الولايات المتحدة. 
وتربط الرواية بين العديد من الأحداث في التاريخ الأسترالي (معركة بريسبين عام 1942 وإقالة حكومة ويتلام عام 1975) وترسم صورة للمؤامرة والتسلط السياسي. 